# Zagreber Schule
Die Zagreber Schule ist eine literatursoziologische Forschungsrichtung, die an der Philosophischen Fakultät der Universität Zagreb entwickelt wurde. Ihre Besonderheit besteht in der Kopplung von Formsoziologie und Kulturgeschichtsschreibung. Mit ihr verbinden sich die Namen Zdenko Škreb, Viktor Žmegač, Aleksandar Flaker und Ivo Frangeš.

## Entwicklung
Die Schule ist das Resultat einer seit den 1950er Jahren systematisch betriebenen Institutionalisierung der modernen kroatischen Literaturwissenschaft: 1950 erfolgte die Gründung der kroatischen Gesellschaft für Philologie. Zwei Jahre darauf wurde die Sektion für Theorie und Methodologie der Literaturgeschichte gegründet. 1955 erschien der erste Sammelband mit programmatischen Texten. Ein Jahr später folgte die Einrichtung des Studiums der Vergleichenden Literaturwissenschaft, ein weiteres Jahr darauf erschien der erste Band der sektionseigenen Zeitschrift Umjetnost riječi (Wortkunst).
In der ersten Phase setzte sich die Zagreber Schule aus Vertretern verschiedener Philologien zusammen. Zu nennen sind insbesondere der Germanist Zdenko Škreb, der Russist Aleksandar Flaker und der Kroatist Ivo Frangeš. Vor dem Hintergrund der zeitgenössischen deutschen Theorie der Interpretation (Wolfgang Kayser, Emil Staiger) und dem in den 1950er Jahren neu entdeckten russischen Formalismus ging man einerseits auf Abstand zu Historismus und Soziologismus, zentrierte andererseits aber den Stil-Begriff, so dass man in den 1960er Jahren die Zagreber Schule auch als „Zagreber stilistische Schule“ bezeichnete. Seit dieser Zeit arbeitete man explizit am „Problem des Verhältnisses von Stilelement und dominierendem Stil“. Flaker entwickelte in diesem Zusammenhang in den 1970er Jahren das Konzept der stilistischen Formation („stilska formacija“). Nach eigener Einschätzung sei für den „Kreis“ um die Zeitschrift Umjetnost riječi in den Anfängen lediglich ein ausgeprägtes Interesse für literaturtheoretische und methodengeschichtliche Fragen sowie die Überzeugung verbindlich gewesen, dass es sich bei der Literatur um eine spezifische Form menschlicher, gesellschaftlich relevanter Aktivität handele, deren besondere Logik und Ästhetik ein entsprechendes Begriffinstrumentarium der Forschung erfordere.
Die zweite Phase beginnt in den 1970er Jahren und ist durch die Öffnung hin zur Kultur- und Literatursoziologie charakterisiert. Die Öffnung erfolgte insbesondere im germanistischen Flügel der Schule. Zwar blieb die Schule ein „kollektives Unterfangen“, doch kommt dem Germanisten Viktor Žmegač während der zweiten Phase ein besonderer Stellenwert zu. Žmegač selbst hat sich seit den 1960er Jahren in die Tradition der frühen Literatur- und Kultursoziologie gestellt. Er übernahm die von Georg Lukács 1911 formulierte These von der gesellschaftlichen Immanenz der Form und exemplifizierte sie in zahlreichen Schriften zur europäischen Kultur des 19. und 20. Jahrhunderts. Der am Anfang disziplinbestimmende Gegenstandsbezug – in diesem Fall der Text – wurde in ihnen mehr und mehr durch Problemstellungen ersetzt, die zum einen eine dynamische Interrelation zu anderen Disziplinen (Soziologie und Geschichtswissenschaft) entstehen ließen und zum anderen zur Ausbildung eines eigenen disziplinären Selbstverständnisses in Relation zu ebendiesen anderen Disziplinen führte.

## Leitende Prinzipien und Aktualität

### 1. Kopplung von Formsoziologie und Kulturgeschichtsschreibung
Das leitende Prinzip der Zagreber Schule ist die vom frühen Lukács übernommene These von der Form als eigentlicher sozialer Kategorie. Sie erlaubt es, an der Annahme einer Autonomie der Kunst festzuhalten und dennoch eine Relation zwischen Literatur und Gesellschaft herzustellen. Nicht auf den Produzenten, den Rezipienten oder die Distribution richtet sich das Augenmerk der Schule, sondern auf den kulturhistorisch zu beschreibenden Wandel literarischer Formen in der Moderne.
Exemplarisch für dieses Prinzip steht die von Žmegač verfasste Geschichte des europäischen Romans Der europäische Roman. Geschichte seiner Poetik. Um zu zeigen, wie aus einer Un- oder Nichtform der Inbegriff der Literatur wurde, schreibt Žmegač nicht nur eine Roman-, sondern auch eine Theoriegeschichte. Da es ohne programmatischen Unterbau nicht zu radikalen Verschiebungen innerhalb des Feldes symbolischer Formen kommt, wird der Werdegang der erzählenden Großform vorwiegend anhand von poetologischen Schriften, Kritiken und Deutungen dargestellt – allesamt verstanden als „Zeugnisse der Besinnung über die Möglichkeiten des Romans“.

### 2. Moderne als „umgekehrte Mimesis“
In dem von Dieter Borchmeyer und Viktor Žmegač herausgegebenen Handbuch Moderne Literatur in Grundbegriffen (1991) stehen die von Žmegač besorgten Einträge zu den Begriffen „Moderne“, „Modernität“ und „Postmoderne“ ganz in der Tradition der Zagreber Schule. In ihnen wird der Lesart widersprochen, dass die Postmoderne als radikalisierte Fortsetzung der Moderne zu verstehen ist und wie folgt argumentiert: Wenn man die Postmoderne als Verlängerung der Moderne liest, so verabsolutiert man ein Sekundärphänomen der Moderne (den Pluralismus) und unterschlägt das Primärphänomen (ihre progressive Dynamik durch permanente Innovation).
Die Frage, ob heute mehrheitlich Epigonalität oder aber Innovation und Kreativität vorherrschen, ist innerhalb der Gesellschafts- und Kulturwissenschaften umstritten. Dasselbe gilt für die Frage der Ästhetisierung der Gesellschaft. Ein signifikanter Beitrag zu ihrer Beantwortung ist der von der Zagreber Schule geprägte Begriff der „umgekehrten Mimesis“, verstanden als „ein paradox formulierter Beitrag zu einer Theorie mentaler Traditionen sowie einer Diagnose von Lebensformen“, in denen die Kunstauffassung primär ist. Der Begriff zielt direkt auf das Verhältnis von Kunst und Wirklichkeit, geht auf die Literatur und Kunst des Fin de siècle zurück, und umfasst in Anlehnung an den Ästhetizismus den Gedanken, dass nicht die Kunst die Wirklichkeit, sondern die Wirklichkeit die Kunst nachahmt. Als ästhetische Priorität festgehalten, wird damit eine zentrale Denkfigur der Jahrhundertwende (die Realität ahmt die Kunst nach) auf die moderne Gesellschaft übertragen. Ein Prinzip, dass angesichts eines kultursoziologischen Gegenwartsverständnisses mittels Begriffen wie Kreativität und gesellschaftliche Ästhetisierung einige Aktualität beanspruchen kann. In diesem Sinne besteht eine innerhalb der Zagreber Schule formulierte Aufgabe künftiger Literatursoziologie darin, die „Geschichte der Künstlichkeit“ zu schreiben.

## Zitate
„Neben jene Bereiche, deren soziologische Relevanz unbestritten ist (Medien- und Publikumssoziologie), wird in ausgedehntem Maße die Form- und Stilsoziologie treten müssen: mit der Aufgabe, die sozialgeschichtliche Signifikanz literarischen Kunstmittel, Normen und Konventionen zu untersuchen – und damit Erkenntnisse zu gewinnen, die der immanenten Strukturanalyse den notwendigen historischen Horizont aufreißen.“
„Grundsätzlich gilt es jedoch die Literatursoziologie als eine historische Disziplin aufzubauen, in der das Verhältnis zwischen Synchronie und Diachronie, fern jeder starren Opposition, der Bewegung der Sache entspricht.“

## Schriften (Auswahl)
- Žmegač, Viktor: Kunst und Wirklichkeit. Zur Literaturtheorie bei Brecht, Lukács und Broch, Bad Homburg/Berlin/Zürich: gehlen 1969.
- Žmegač, Viktor (Hrsg.): Marxstische Literaturkritik. Bad Homburg: Athenäum, 1970.
- Žmegač, Viktor (Hrsg.): Methoden der deutschen Literaturwissenschaft. Eine Dokumentation. Frankfurt am Main: Athenäum 1971.
- Škreb, Zdenko; Žmegač, Viktor (Hrsg.): Zur Kritik literaturwissenschaftlicher Methodologie. Frankfurt a. M. : Athenäum 1973.
- Žmegač, Viktor: Probleme der Literatursoziologie. In: Zur Kritik literaturwissenschaftlicher Methodologie. Hrsg. v. Zdenko Skreb, Viktor Žmegač, Frankfurt a. M.: Fischer Arthenäum 1973, S. 253–282.
- Flaker, Aleksander; Žmegac, Viktor (Hrsg.): Formalismus, Strukturalismus und Geschichte. Zur Literaturtheorie und Methodologie in der Sowjetunion, ĆSSR, Polen und Jugoslawien. Kronberg/Taunus: Scriptor 1974.
- Žmegač, Viktor (Hrsg. u. Koautor): Geschichte der deutschen Literatur vom 18. Jahrhundert bis zur Gegenwart. 3 Bde., Königstein/Frankfurt a. M.: Athenäum 1978–1984.
- Škreb, Zdenko; Sekulić, Ljerka; Žmegač, Viktor (Hrsg.), Kleine Geschichte der deutschen Literatur von den Anfängen bis zur Gegenwart. Frankfurt am Main: Athenäum 1981.
- Žmegač, Viktor: Der europäische Roman. Geschichte seiner Poetik. Tübingen: Niemeyer 1990.
- Borchmeyer, Dieter; Žmegač, Viktor: Moderne Literatur in Grundbegriffen. Tübingen: Niemeyer 1991.
- Žmegač, Viktor: Tradition und Innovation. Studien zur deutschsprachigen Literatur seit der Jahrhundertwende, Wien: Böhlau 1993.